# Revolution Renaissance
Revolution Renaissance est un groupe finlandais de power metal, actif entre 2008 et 2010.

## Histoire
Le groupe est formé en 2008, après que Timo Tolkki annonce le 2 avril 2008 son départ de Stratovarius. Comme le line-up définitif n'avait pas encore été trouvé, Tolkki fait appel à toute une série de musiciens invités de haut niveau pour le premier album New Era, qui sort le 6 juin 2008. Tobias Sammet (Edguy, Avantasia), Michael Kiske (ex-Helloween) et Pasi Rantanen (ex-Thunderstone) se chargent du chant. La basse est jouée par Pasi Heikkilä, la batterie par Mirka Rantanen (Thunderstone) et le clavier par Joonas Puolakka. Il existe également des titres chantés par Timo Kotipelto, le chanteur de Stratovarius. Ils enregistrent Angel, Eden is Burning, Born Upon a Cross, Keep the Flame Alive, Last Night on Earth et la chanson-titre Revolution Renaissance. Une fois l'album terminé, Tolkki se met à la recherche d'un line-up fixe dans le monde entier. Le premier line-up officiel comprend désormais, outre Timo Tolkki, le chanteur brésilien Gus Monsanto, le batteur Bruno Agra, le claviériste Mike Khalilov et Justin Biggs à la basse. Avec la première formation complète, le groupe part en tournée en Amérique du Sud fin 2008.
Selon Tolkki, l'objectif du groupe était de poursuivre le chemin musical de Stratovarius avec une nouvelle énergie, un nouvel enthousiasme et une nouvelle attitude. Le 3 avril 2009, le deuxième album studio, Age of Aquarius, sort,,. Il contient des chansons plus lentes, dont la plupart vont vers l'épique. À peu près en même temps que la sortie du troisième album Trinity,, Timo Tolkki annonce la séparation du groupe en raison d'un manque de succès chronique.

## Discographie
- 2008 : New Era
- 2009 : Age of Aquarius (33e place en Finlande[9])
- 2010 : Trinity